# Закревский, Игнатий Платонович
Игна́тий Плато́нович Закре́вский (1839—1906) — российский юрист и судебный деятель, тайный советник, сенатор.

## Биография
Происходил из дворян Полтавской губернии. Родился 9 (21) декабря 1839 года в семье отставного гвардии полковника, владельца имения Берёзовая Рудка в Пирятинский уезде Полтавской губернии Платона Алексеевича Закревского. Окончил Императорское училище правоведения с чином IX класса (1861) и 14 мая того же года поступил на гражданскую службу в Департаменте Министерства юстиции. Был мировым судьёй в Санкт-Петербурге, позже — председателем Варшавского окружного суда, прокурором Харьковской судебной палаты. 1 января 1879 года получил чин действительного статского советника, 27 марта 1885 года — чин тайного советника. В 1894 году назначен обер-прокурором 1-го Департамента Правительствующего Сената. 2 апреля 1895 года назначен сенатором, присутствовал во 2-м Департаменте Сената. 30 октября 1899 года уволен от службы.
Закревский являлся состоятельным человеком: по списку гражданским чинам 4-го класса на 1880 год ему принадлежало родовое имение в 3500 десятин земли и сахарный завод в Черниговской губернии.
Напечатал ряд статей в «Журнале гражданского и торгового права» и «Журнале гражданского и уголовного права», в том числе: «Об охранении наследств и о практике петербургских мировых судей в делах охранительных» (1872, № 5); «Об охранении наследств на Западе» (1873, № 6, и 1874, № 1 и 2); «Прусская магистратура и наша» (1880, № 5); «О желательных изменениях в судебных уставах» (1882, № 2); «Судебная реформа в Болгарии» (1884, № 1); «О равенстве в обществе» (1883, № 1); «По поводу резюме председателя суда» (1887, № 4) и другие; отдельно издал «Об учениях уголовно-антропологической школы» (Харьков, 1893).
Умер 9 марта 1906 в Каире от сердечного приступа. Дочки бальзамировали его тело и перевезли в Березову Рудку. Там его похоронили в 10-метровом склепе-пирамиде, построенном ещё при жизни Закревского. После революции 1917 года его перезахоронили на местном кладбище.

## Семья
Был женат на дочери майора Марии Николаевне Борейша (1858 — 27 сентября 1919, Петроград)
Дети:
- Платон (род. 2 августа 1880)
- близнецы (род. 22 янв. 1887) Анна (супруга В. В. Кочубея) и Александра (Алла)[6], прабабушка Ника Клегга[7][8], лидера либерально-демократической партии Великобритании с 2007 года.
- Мария Закревская-Бенкендорф-Будберг (род. 21 февраля 1893)

## Основные труды
- Об учениях уголовно-антропологической школы: Критический очерк. — Харьков: Тип. Адольфа Дарре, 1893. − 233 с.
- Ещё о суде присяжных / Игн. Закревский. — Санкт-Петербург: тип. П. П. Сойкина, 1896. — 29 с.
- О настоящем и будущем суда присяжных: Сб. ст. / [Игн. Закревский]. — Санкт-Петербург: тип. П. П. Сойкина, 1897. — [4], VI, 201 с.
- Отчёт о занятиях Четвёртого Международного уголовно-антропологического конгресса / Сост. представителем М-ва юст. на означ. Конгр. сенатором И. П. Закревским. — Санкт-Петербург: тип. Правительствующего сената, 1897. — [2], 32 с.
- Уголовная антропология на Женевском международном конгрессе / Игн. Закревский. — Санкт-Петербург: тип. Правительствующего сената, 1897. — 52 с.
- По делу Дрейфуса: Сб. ст. / Игн. Закревский. — Санкт-Петербург: тип. П. П. Сойкина, 1900. — [4], 160 с.[9]
- Да здравствует разум!: Посвящ. избирателям в Гос. думу по Полт. губ. / Игн. Закревский. — Санкт-Петербург: тип. П. П. Сойкина, 1906. — 91 с.